# Cmentarz żydowski w Przeworsku
Cmentarz żydowski w Przeworsku – cmentarz społeczności żydowskiej zamieszkującej niegdyś Przeworsk i okoliczne miejscowości należące do przeworskiej gminy wyznaniowej. Znajdował się w centralnej części miejscowości, przy dawnych ulicach Cmentarnej, Skatnik, Nowa Wieś i 27 lipca, zaś obecnie przy ulicy Okopowej. Został założony najpóźniej w XVIII stuleciu. Cmentarz został całkowicie zniszczony przez Niemców jesienią 1939 r. Wybudowano na nim baraki, w którym znajdowały się niemieckie warsztaty mechaniczne, oraz postój furmanek. W tym samym czasie okupanci spalili synagogę, oraz dzielnicę żydowską, a społeczność żydowską wysiedlono za San. W 1957 lub 1961 został oficjalnie zamknięty, a w 1969 wybudowano na jego terenie dworzec autobusowy PKS. Nie jest wpisany do rejestru zabytków.

## Położenie
Cmentarz żydowski w Przeworsku znajduje się przy obecnej ulicy Okopowej w miejscu obecnie zajętym przez dworzec autobusowy. Jak się wskazuje, cmentarz znajduje się na działce ewidencyjnej nr 636.
Nie wiadomo jaki kształt miał pierwotnie cmentarz. Powszechnie wskazuje się, że powierzchnia cmentarza wynosi 0,48 ha, lecz zsumowanie powierzchni działek składających się dawniej na działkę 636 daje rezultat 0,64 ha.
Wskazuje się przy tym, że na cmentarzu znajdował się dom przedpogrzebowy. Nie wiadomo, czy cmentarz był ogrodzony.

## Historia
Powstanie cmentarza w Przeworsku jest ściśle związane z istnieniem tutejszej gminy żydowskiej, która powstała w 1638. Nie wiadomo jednak dokładnie kiedy powstał cmentarz. Najczęściej podaje się ogólnie XVIII wiek, wskazując przy tym, iż kirkut mógł powstać wcześniej.
W czasie II wojny światowej, w latach 1939-1943, na terenie cmentarza miały miejsce egzekucje ludności żydowskiej, w których zginęło około 240 osób. Ofiary zostały przypuszczalnie pochowane na terenie kirkutu.
Ostatni oficjalny pochówek odbył się w 1940.

## Pochowani na cmentarzu
Wobec braku monograficznego opracowania dotyczącego cmentarza, nie wszystkie informacje o pochowanych na nim osobach mają walor pewności, zaś niektóre opierają się jedynie na informacjach pośrednich.
Z pewnością na cmentarzu został pochowany miejscowy cadyk Menachem Isachar, wnuk Elimelecha z Leżajska.
Na cmentarzu spoczywają także zapewne przodkowie warszawskiego księgarza i antykwariusza Jakuba Przeworskiego, który urodził się w Przeworsku.
Ponadto wskazuje się, że na cmentarzu zostali pochowani cadyk Awraham Mosze Weltfried i rabin Awraham Wolf Horowitz.

## Współczesność
Według różnych źródeł formalne zamknięcie cmentarza dla celów grzebalnych nastąpiło w 1957 lub 1961. W 1969 na terenie cmentarza wzniesiono dworzec autobusowy.
Na terenie dworca autobusowego znajduje się obecnie tablica upamiętniająca pomordowanych Żydów. Została wystawiona na początku lat 90. XX wieku z inicjatywy Jana Susaka.
W 2009 podczas prac inwentaryzacyjnych na Starym Cmentarzu w Przeworsku odnaleziono nagrobek z lat 60. XX wieku wykonany z macewy zabranej z cmentarza żydowskiego